# Камакопс
Камакопс (лат. Kamacops, буквально — короткомордый с Камы) — род вымерших земноводных из клады Eucacopinae, относящийся к отряду темноспондильных. Жил на территории современной России во время уржумского века пермского периода, около 268—265 млн лет назад. Ископаемые остатки земноводного были найдены в разрезе Ежово, Пермский край и рядом с деревней Ерзовкой, также находящейся в Пермском крае.

## Описание

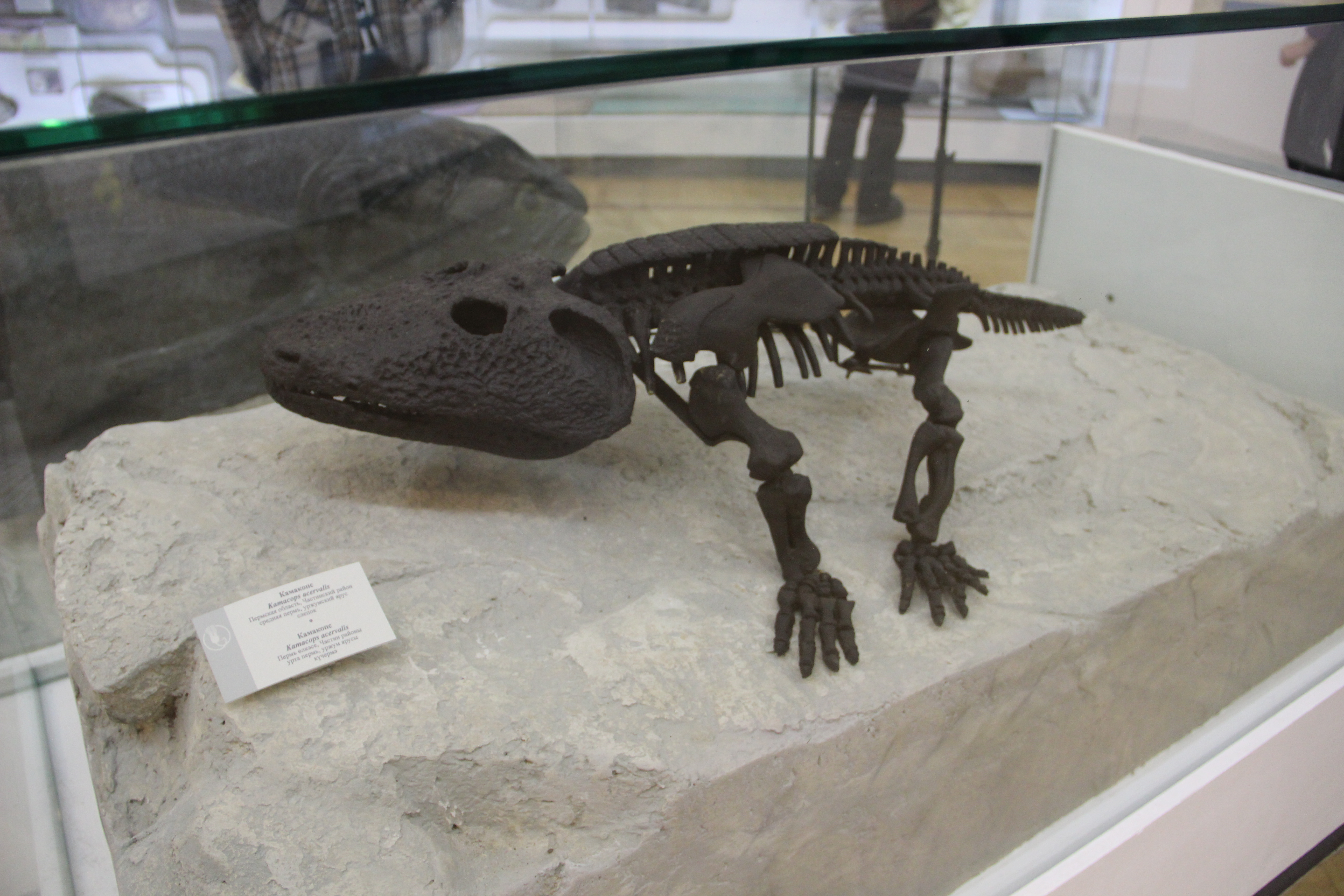
Kamacops acervalis, Музей естественной истории, Казань

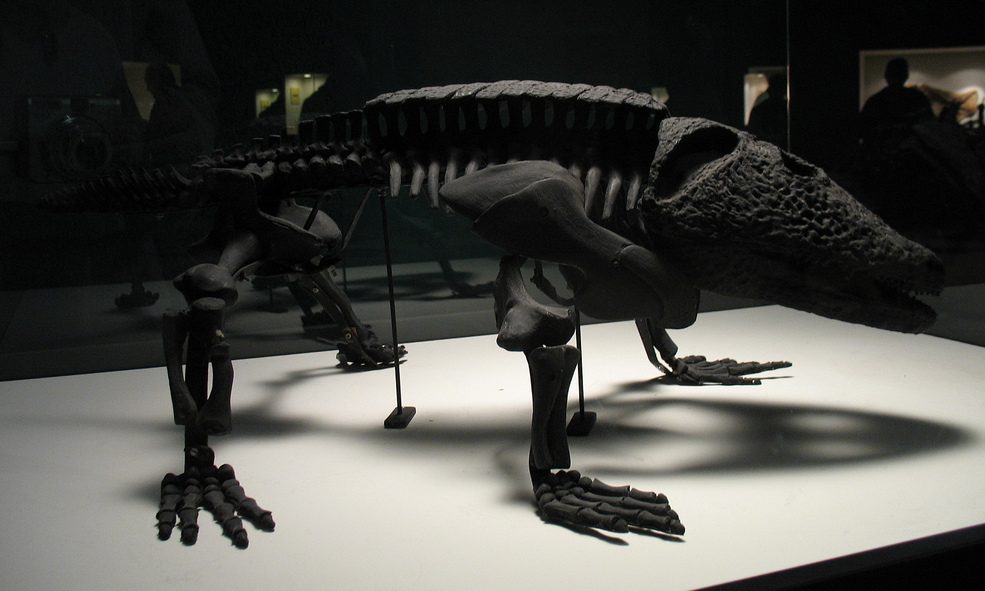

Камакопс обладал маленьким крепким телом на относительно коротких мощных конечностях. Череп животного широкий и практически плоский. Глазницы, в отличие от многих диссорофид (например, какопса), небольшие и расположены дорсально, что делает камакопса похожим на крокодила. Также в черепе располагались ноздри небольшого размера. По сравнению со своими близкими родственниками, камакопс был довольно большим и мог достигать в длину 1,5 метра. На спине имел костные щитки, которые помогали земноводному защищаться от хищников.

## Классификация
Kamacops acervalis, единственный вид камакопса, впервые был описан в 1980 году Юрием Губиным на основе ископаемых обнаруженных в СССР. Вид считается одним из древнейших диссорофид. 
Особенности черепа камакопса позволяют предположить, что он является близким родственником какопса. Также камакопс может быть недалёким родственником анакамакопса из Китая.

## Палеобиология
Камакопс обладал крепким скелетом, что типично для всех диссорофид. Большую часть жизни эти животные проводили на суше и были связаны с водой только в период размножения. Также на территории России был найден другой диссорофид — зигозавр. 

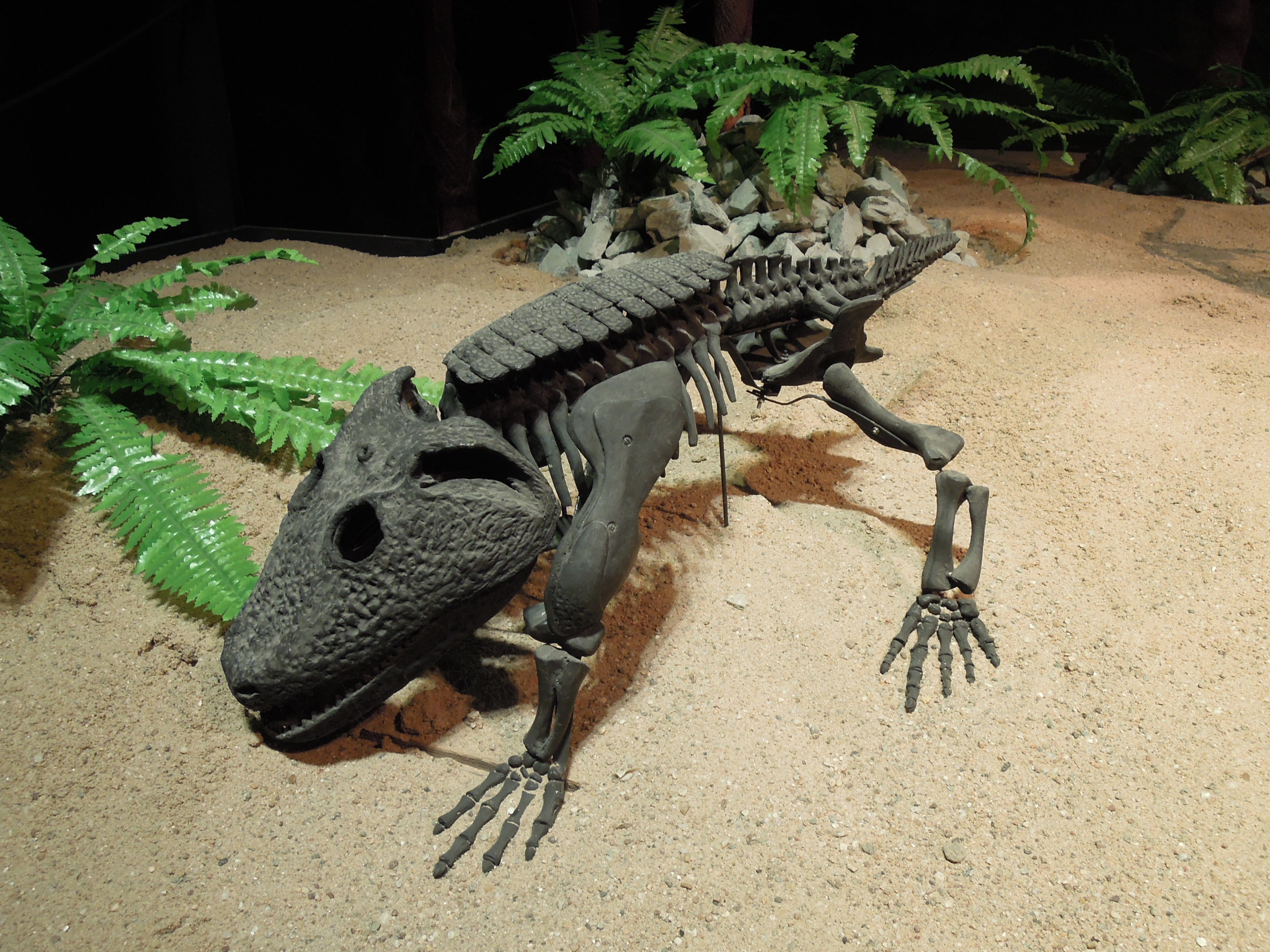
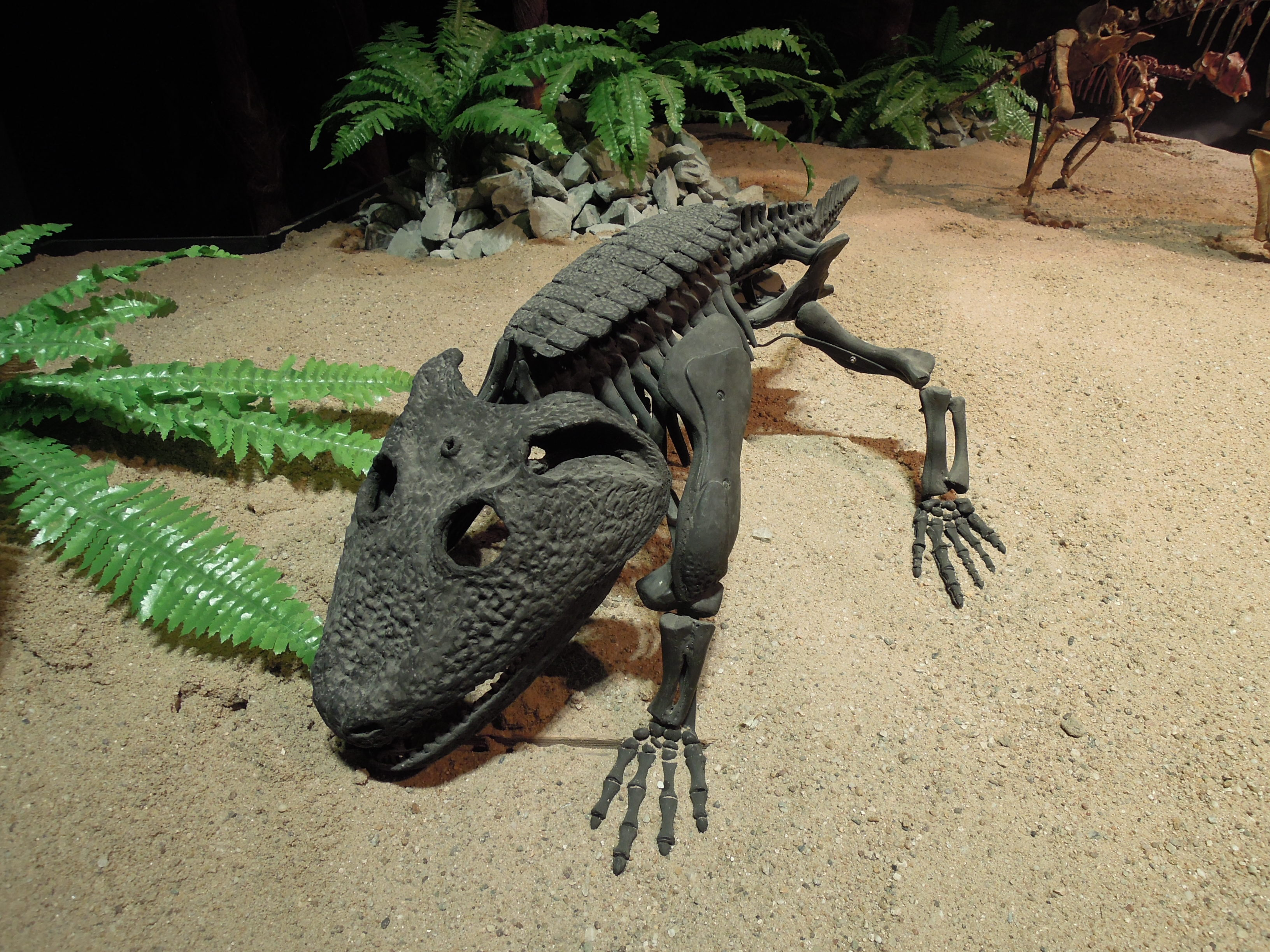
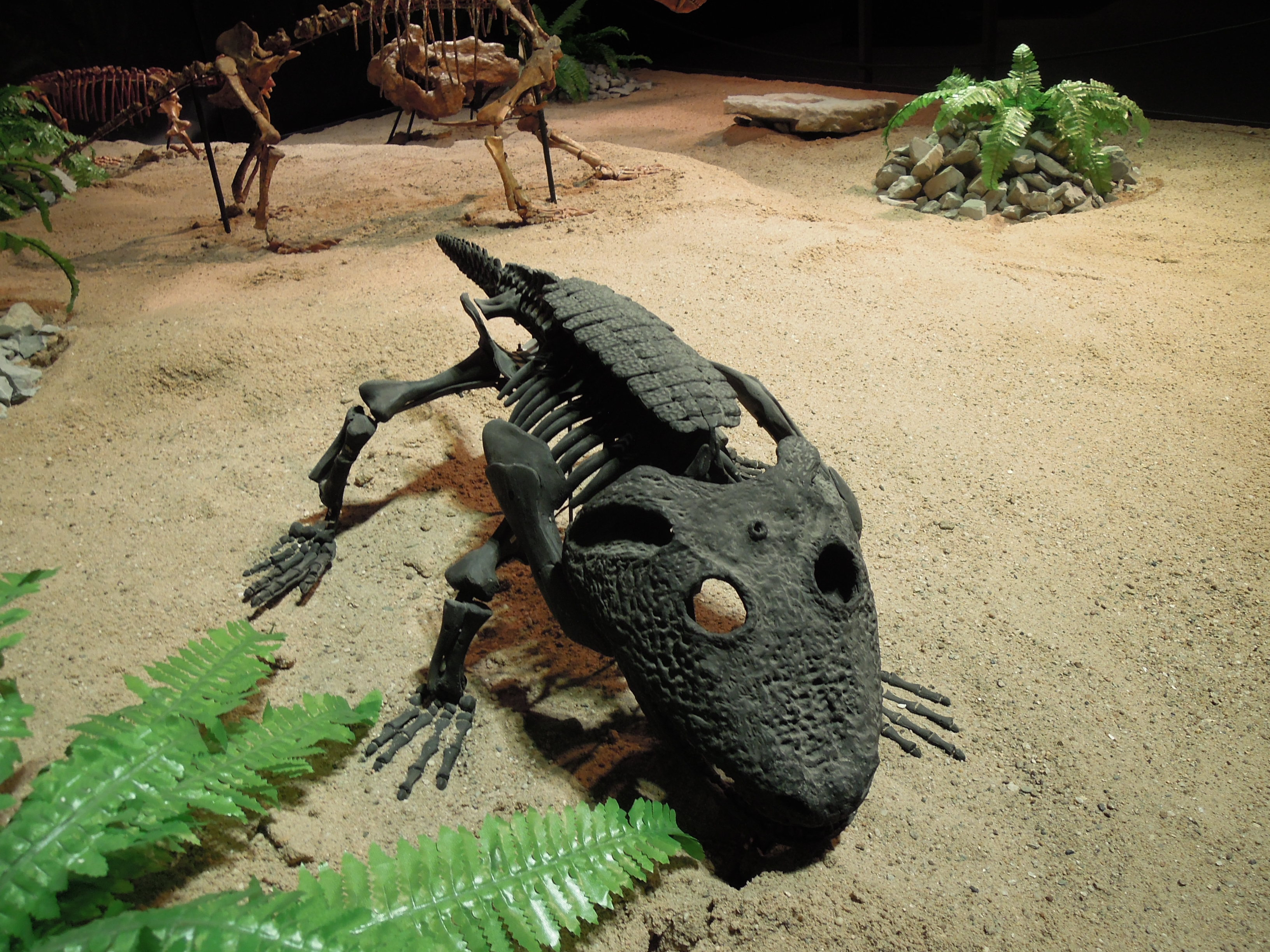